# Essay (Orne)
Essay település Franciaországban, Orne megyében. Lakosainak száma 543 fő (2022. január 1.). Essay Boitron, Aunay-les-Bois, Bursard, Ménil-Erreux, Neauphe-sous-Essai, Neuilly-le-Bisson és Les Ventes-de-Bourse községekkel határos.

## Népesség
A település népességének változása:
| Lakosok száma | 537  | 520  | 526  | 531  | 536  | 537  | 538  | 540  | 543  |
|               | 2013 | 2015 | 2016 | 2017 | 2018 | 2019 | 2020 | 2021 | 2022 |